# Cigaritis learmondi
Cigaritis learmondi is een vlinder uit de familie van de Lycaenidae. De soort is voor het eerst wetenschappelijk beschreven door Harry Christopher Tytler. Deze beschrijving is twee jaar na zijn overlijden gepubliceerd in 1940.
De soort komt voor in Myanmar.